# Pressurizzazione (aeronautica)
La pressurizzazione di un aeromobile o di un'astronave  è il processo con il quale la pressione dell'aria all'interno della cabina viene modificata (generalmente alzandola) rispetto a quella dell'ambiente circostante. Solitamente, l'obiettivo del sistema di pressurizzazione è garantire il mantenimento di un'adeguata pressione (il più vicino possibile alla pressione atmosferica a livello del mare), in modo tale da garantire che le condizioni di abitabilità siano favorevoli per l'equipaggio, i passeggeri e gli impianti di bordo. Non tutti gli aeromobili sono dotati di un sistema di pressurizzazione, ad esempio i piccoli aerei di aviazione generale ne sono solitamente sprovvisti, volando a quote più basse. Le norme della Federal Aviation Administration statunitense prevedono un'altitudine di crociera massima senza pressurizzazione di 12 000 piedi (3 660 m).
I sistemi di pressurizzazione solitamente non pressurizzano completamente la cabina alla pressione del livello del mare al fine di ridurre l'effetto della pressione sulla fusoliera e altri elementi strutturali. Ad esempio per un aereo Boeing 767 ad una quota di crociera di 39 000 piedi (11 900 m) corrisponderà una "quota cabina" (pressione dell'aria all'interno della cabina passeggeri) corrispondente ad un'altitudine di 6 900 piedi (2 100 m).
I sistemi di pressurizzazione sono solitamente composti da: una cabina a chiusura quasi stagna, dei compressori chiamati packs, una o più valvole elettromeccaniche di fuoriuscita chiamate outflow e una o più valvole automatiche di sicurezza.

## Storia in aeronautica e astronautica

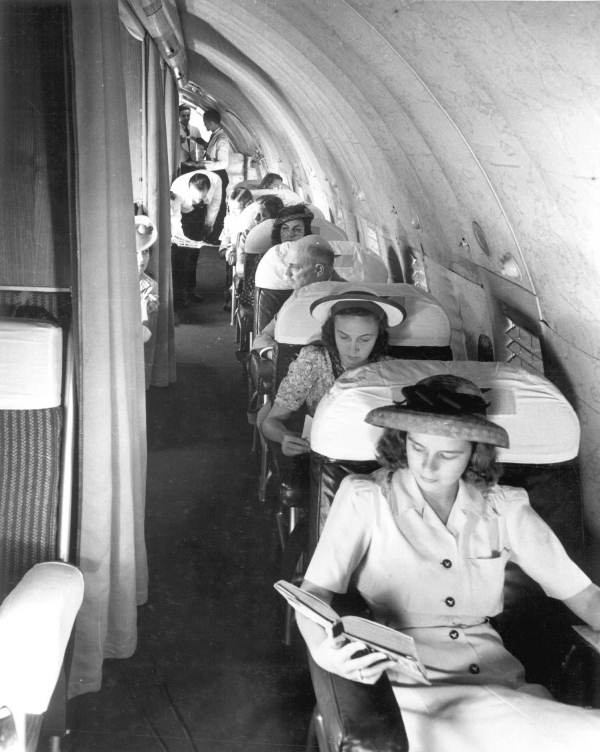
L'interno della cabina pressurizzata di un Boeing 307 della Pan Am, uno dei primi aerei ad adottare questa tecnologia.

Le prime realizzazioni di impianti di pressurizzazione risalgono agli anni trenta, con i voli sperimentali del monomotore tedesco Junkers Ju 49. Poco più tardi, la tecnologia della pressurizzazione fu applicata sull'aereo italiano Caproni Ca.161bis, che grazie ad essa nel 1938 riuscì a portare il primato di quota a 17.083 metri, record rimasto imbattuto sino al 4 agosto 1995 per quanto riguarda i modelli a elica. Negli Stati Uniti, nel frattempo, vennero condotte altre ricerche su aerei come il Lockheed XC-35, risultante da una modifica del trasporto passeggeri Electra.
Poco prima della seconda guerra mondiale, negli USA la Boeing aveva già messo a disposizione della Pan Am il primo aereo di linea con cabina pressurizzata, il Model 307 Stratoliner. Durante il conflitto entrarono poi in servizio diversi modelli equipaggiati con tale tecnologia: ricognitori, caccia d'alta quota, e specialmente bombardieri (particolarmente notevole il Boeing B-29 Superfortress statunitense).
Poiché il motore a reazione (che iniziò ad essere impiegato verso la fine delle ostilità) garantiva il meglio delle sue prestazioni ad alta quota, l'impiego di cabine pressurizzate si generalizzò nel dopoguerra, sia sugli aerei civili che su quelli militari. Oggi, praticamente tutti gli aeromobili con propulsione a reazione sono dotati di sistemi di pressurizzazione; gli aerei che non adottano questa tecnologia sono ormai quasi soltanto i modelli a pistoni a basse prestazioni, che comunque non raggiungono quote superiori ai 6.000 metri.
La pressurizzazione divenne poi assolutamente indispensabile quando, a partire dagli anni cinquanta, si presentò la necessità di inviare esseri viventi al di fuori dell'atmosfera terrestre, con veicoli spaziali come lo Sputnik 2 che portò in orbita Laika, le capsule Gemini o Apollo statunitensi, o le Voschod sovietiche, nonché il moderno Space Shuttle. In tutti i casi, le navette spaziali devono portare con sé per tutto il viaggio l'aria necessaria al sostentamento dei loro occupanti. Gli astronauti possono poi compiere attività extraveicolari grazie a tute spaziali pressurizzate.

## Aeronautica

### Motivazioni
Per un aeroplano, il fatto di poter volare a quote molto alte comporta diversi vantaggi: nel caso degli aerei civili, il volo nella stratosfera (sopra i 12.000 metri), garantisce di trovarsi in gran parte al di sopra delle perturbazioni atmosferiche, e dunque di non risentire di fastidiose turbolenze. Nel caso di apparecchi militari, a questo vantaggio si aggiunge il fatto di poter rimanere al di fuori della portata dell'artiglieria contraerea, e in alcuni casi anche al riparo dai caccia nemici. Inoltre, la riduzione della densità dell'aria ad alta quota implica una riduzione della resistenza all'avanzamento degli aeromobili, e un corrispondente aumento della velocità e risparmio di carburante.

### Tecnologia
Tuttavia, il fatto stesso che la pressione atmosferica cali rapidamente all'aumentare dell'altitudine provoca gravi disagi, in special modo all'equipaggio e ai passeggeri: la pressione di ossigeno diventa pericolosamente bassa oltre gli 8.000 metri, e oltre i 12.000 i tessuti biologici possono subire danni molto gravi a causa dell'abbassamento della pressione.
Perciò, per non dover rinunciare ai vantaggi del volo ad alta quota, sono stati sviluppati sistemi di pressurizzazione in grado di mantenere nella cabina una pressione atmosferica paragonabile a quella normale a tutte le quote. Tali sistemi utilizzano generalmente aria fornita da appositi compressori (nel caso di aerei con motore a pistoni) che attraverso bocchette d’aria introducono ossigeno nel modulo passeggeri.

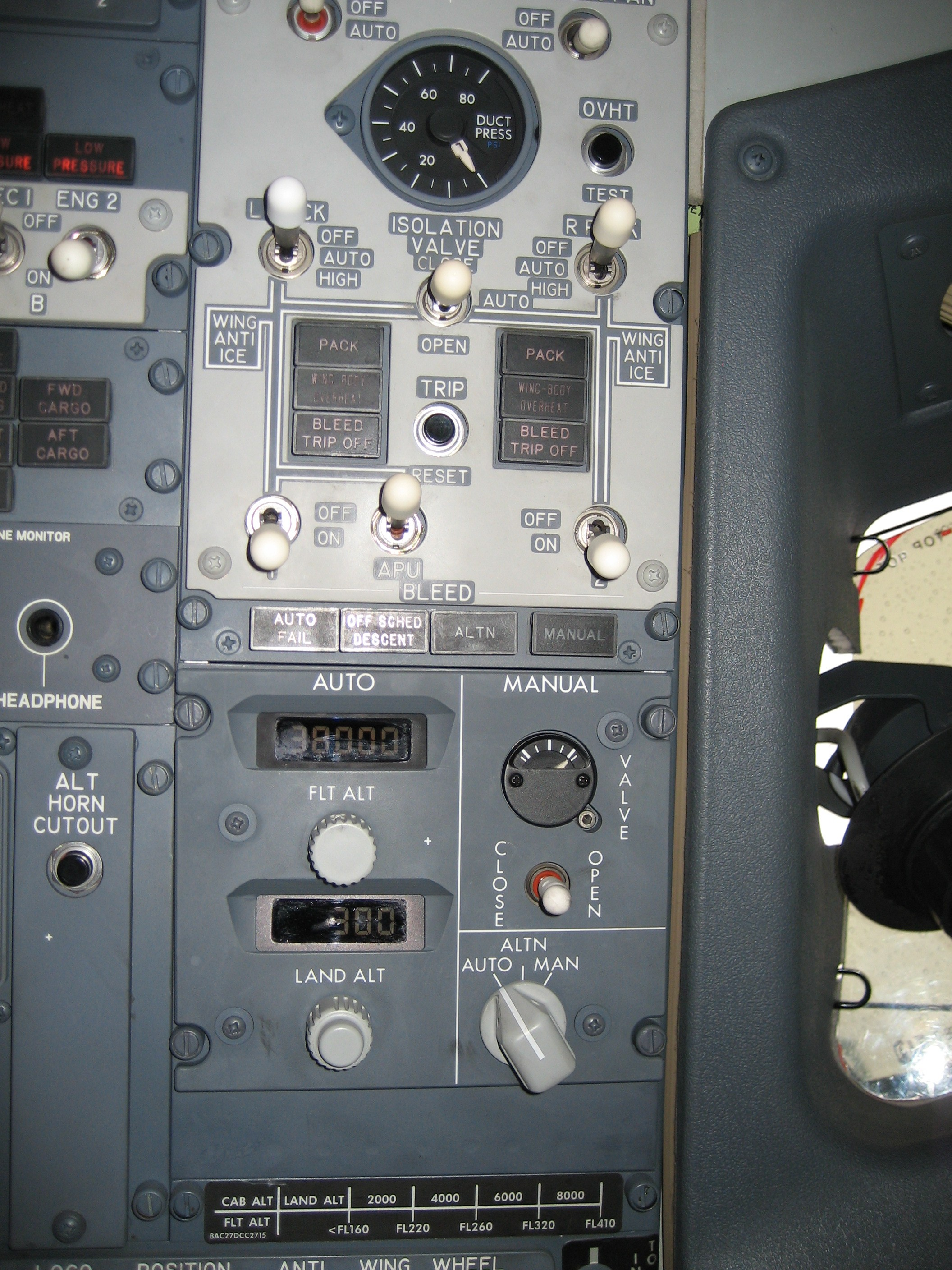
Quadro di controllo della pressurizzazione in un moderno aereo di linea.

La pressurizzazione ovviamente comporta la necessità che la fusoliera sia a tenuta stagna, e richiede particolari accorgimenti strutturali: per ridurre al massimo le sollecitazioni subite dal fasciame della fusoliera, essa dovrebbe essere a sezione circolare, e non presentare discontinuità o irregolarità; è poi necessario irrobustire adeguatamente le aperture in corrispondenza di finestrini e porte, e fare in modo che eventuali lesioni del rivestimento non possano raggiungere proporzioni pericolose: proprio l'affaticamento dei materiali intorno ai finestrini provocò le catastrofiche decompressioni esplosive che causarono una serie di incidenti al de Havilland Comet, quando le tecniche di pressurizzazione erano ancora una novità. Infatti, quando la pressione all'interno di una cabina è molto superiore a quella esterna, un danno anche piccolo al fasciame può provocare una fuga di aria ad alta velocità che è in grado di provocare una vera e propria esplosione, che può causare la disintegrazione della fusoliera. Il fatto di dover comprimere e decomprimere la cabina ogni volta che l'aereo prende quota e discende per l'atterraggio aumenta questo tipo di stress, e l'importanza dello studio della meccanica della frattura e del cedimento a fatica dei metalli.
La pressurizzazione di altre sezioni di un aeromobile può essere impiegata per rispondere ad esigenze diverse: ad esempio, i serbatoi del carburante possono venire pressurizzati per facilitare l'afflusso del combustibile al motore, e per evitare che il loro contenuto rischi di entrare in ebollizione anche a basse temperature, a causa dell'abbassamento di pressione esterna.
Per ridurre i carichi strutturali dovuti alla differenza tra la pressione esterna e quella interna del velivolo alla quota di crociera, i moderni aerei da trasporto non mantengono in cabina la pressione atmosferica al livello del mare (1.013,25 hPa), ma una pressione equivalente a quella di una altitudine di circa 2.500 metri. Anche la variazione di quota cabina durante la salita e la discesa del velivolo viene mantenuta dal sistema di controllo della pressurizzazione rispettivamente entro i 500 ed i 250 piedi/minuto per garantire una condizione di benessere per i passeggeri.

### Effetti sulla salute
I passeggeri con patologie quali pneumotorace o congestioni nasali, otiti e sinusiti, possono risentire negativamente degli effetti della relativamente rapida diminuzione della pressione in cabina durante la fase di salita del velivolo. Per lo stesso motivo chi ha fatto immersioni subacquee dovrebbe astenersi dal viaggiare in aereo nelle 24 ore successive per evitare i sintomi della malattia da decompressione.

### Rischi ed incidenti
In aeronautica desta molta preoccupazione la possibilità di verificarsi di eventi di depressurizzazione improvvisi durante il volo ad alta quota. Proprio per questo sia i piloti che i passeggeri sono dotati di maschere d'ossigeno che, in caso di rapida perdita di pressione, permetterebbero la sopravvivenza per il tempo necessario affinché il velivolo si porti a quote più basse dove è presente sufficiente ossigeno.
Emblematici gli incidenti che colpirono l'avveniristico aereo de Havilland DH.106 Comet, legati a repentine depressurizzazioni dovute al cedimento per fatica di alcuni componenti. Un altro esempio più recente di quanto possano essere pericolosi gli effetti della mancata pressurizzazione ci è dato dalla tragedia del Volo Helios Airways 522.

## Astronautica
Logicamente anche le navette spaziali, che viaggiano in ambienti in cui la pressione esterna è praticamente nulla, hanno zone pressurizzate per poter ospitare gli astronauti. Molte di queste, in particolare le storiche statunitensi Apollo e Gemini, permettono la momentanea depressurizzazione per consentire l'apertura delle porte e permettere agli astronauti di effettuare le passeggiate spaziali. Naturalmente gli astronauti che si trovano ad operare in simili situazioni indossano delle tute spaziali pressurizzate. Caso differente rispetto alle navette statunitensi era costituito dalla navetta russa Voschod, la prima in assoluto attrezzata per le passeggiate spaziali: essa era dotata di una camera gonfiabile atta alla decompressione, non essendo tecnicamente possibile depressurizzare l'intera navetta. Oggigiorno le navette spaziali e la Stazione spaziale internazionale sono dotate di particolari moduli in cui entrano gli astronauti che si accingono ad uscire nello spazio, dove avviene la depressurizzazione: questi moduli sono chiamati camere di equilibrio.